# Corinna Larsen
Pour les articles homonymes, voir Larsen.
Corinna Larsen, née le 28 janvier 1964 à Francfort-sur-le-Main, est une femme d'affaires allemande, connue pour avoir été l’une des maîtresses du roi Juan Carlos Ier d'Espagne.

## Biographie

### Famille
Corinna Larsen naît le 28 janvier 1964, à Francfort-sur-le-Main, d'un père danois, Finn Bönning Larsen, et d'une mère allemande, Ingrid Sauer. Son père, né en 1920 et mort en 2009, était le directeur de la compagnie aérienne brésilienne Varig en Europe de 1961 à 1991. Elle grandit à Francfort, à Rio de Janeiro et en Suisse.

### Carrière professionnelle
Diplômée de l'université de Genève en 1987, elle commence sa carrière chez L'Oréal, puis obtient un poste dans les relations publiques à la Compagnie générale des eaux.
En 2006, elle fonde la société de conseil Apollonia Associates, spécialisée dans le conseil stratégique international. À l'été 2013, elle devient conseillère en image de la princesse Charlène et emménage à Monaco,,.

### Vie sentimentale
Corinna Larsen s'est mariée à deux reprises, avec l'homme d'affaires britannique Philip Adkins, avec qui elle a une fille, puis de 2000 à 2005 avec un aristocrate allemand, le prince Casimir de Sayn-Wittgenstein-Sayn, de 12 ans son cadet, avec qui elle a un fils.
Elle rencontre le roi Juan Carlos Ier en 2004, lors d’une partie de chasse organisée en Espagne dans la propriété du duc de Westminster, et devient alors sa maîtresse. Leur relation n'est toutefois connue du public qu'en 2012. Corinna est alors à la tête de l'agence Boss Sporting, organisant des safaris de luxe pour des clients fortunés, dont le roi d'Espagne. Plusieurs sources indiquent qu'elle a participé au safari polémique du roi au Botswana en avril 2012, au cours duquel Juan Carlos subit une fracture de la hanche consécutive à un accident de chasse,. À la suite de cet accident de chasse, une photo datant de 2006 du roi Juan Carlos posant un fusil à la main devant un éléphant mort, dont la chasse est interdite au Botswana, est exhumée par la presse, ce qui soulève une vive émotion en Espagne. Après leur rupture, elle reçoit 65 millions d’euros du roi Juan Carlos sur un compte aux Bahamas[réf. nécessaire] et aurait été harcelée par le Centro Internacional de Inteligencia (CNI), les services de renseignements espagnols,. Elle témoigne en 2022 dans la série documentaire « Corinna et le roi », consacrée à leur relation.

### Évasion fiscale
Elle est citée dans l'affaire des Panama Papers en avril 2016. Elle est également parmi les personnes citées dans le scandale des Paradise Papers en 2017. En octobre 2021, son nom est cité dans les Pandora Papers. 